# مطار بيفيك
مطار بيفيك (بالروسية: Аэропорт Певек)(إياتا: PWE، إيكاو: UHMP) هو مطار مدني يقع على بعد 15 كم شمال شرق بيفيك. تقع على ساحل بحر سيبيريا الشرقي وهي واحدة من المطارات القليلة في روسيا على الطريق القطبي القادر على التعامل مع طائرات كبيرة مثل بوينج 767 وفي حالة الطوارئ، حتى الطائرات الأكبر حجمًا.
وهي تخدم بشكل رئيسي الطائرات المتوسطة الحجم. استخدامه للعمليات العسكرية غير معروف ولكن المدرج والمرافق كافية لعمليات الاعتراض. يُعطى ارتفاع المطار إما 13 أو 14 مترًا وفقًا لمخططات الملاحة المختلفة لوزارة الدفاع.

## شركات الطيران والوجهات
يعمل المطار بشكل غير منتظم ، وعادة ما يكون خدمة أسبوعية إلى موسكو ، بالإضافة إلى رحلات جوية إلى المطارات الإقليمية. لا توجد رحلات طيران مجدولة في معظم الأيام. يتم تشغيل الرحلات إلى موسكو بواسطة طائرات بوينج 757 وبوينغ 767.
| شركـات طيـران    | الوجهات            |
| ---------------- | ------------------ |
| ALROSA           | Moscow–Domodedovo  |
| تشوكوتافيا       | Anadyr، Keperveyem |
| IrAero           | Magadan            |
| Yakutia Airlines | Moscow–Vnukovo     |